# ناعومي واتانابي
ناعومي واتانابي (باليابانية: 渡辺直美) هي ممثلة هزلية ‏ وممثلة يابانية، ولدت في 23 أكتوبر 1987 في تايوان.

## وصلات خارجية
- ناعومي واتانابي على موقع IMDb (الإنجليزية)
- ناعومي واتانابي على موقع ميوزك برينز (الإنجليزية)
- ناعومي واتانابي على موقع أول موفي (الإنجليزية)
- ناعومي واتانابي على موقع قاعدة بيانات الفيلم (الإنجليزية)
- ناعومي واتانابي على موقع ANN person (الإنجليزية)